# Южный территориальный округ Республики Дагестан
Южный территориальный округ Республики Дагестан — территориальная единица Дагестана, созданная в 2013 году. Административный центр — город Дербент.
Округ был создан по указу главы Дагестана Рамазана Абдулатипова.
10 декабря 2020 года территориальный округ был упразднён.

## Полпреды
Полномочными представителями в разное время работали Мусафенди Велимурадов, Али Хазбулатов, Энрик Муслимов.

## Население

### Национальный состав
По данным Всероссийской переписи населения
 2010 года, (данные по районам и городам, позже вошедшие в состав Южного территориального округа Республики Дагестан):
| Народ         | Численность, чел. | Доля от всего населения, % |
| ------------- | ----------------- | -------------------------- |
| лезгины       | 254 337           | 41,78 %                    |
| азербайджанцы | 113 750           | 18,68 %                    |
| табасаранцы   | 97 164            | 15,96 %                    |
| даргинцы      | 81 760            | 13,43 %                    |
| агульцы       | 18 068            | 2,96 %                     |
| рутульцы      | 15 708            | 2,58 %                     |
| другие        | 27 841            | 4,61 %                     |
| всего         | 608 628           | 100 %                      |

В Южном территориальном округе Республики Дагестан в этно-языковом плане преобладают лезгины. Их доля составляет 41,78 %.

## Административное деление
Округ состоит из 12 районов и 2 городов.
- Агульский район — с. Тпиг
- Ахтынский район — с. Ахты
- Дахадаевский район — с. Уркарах
- Дербентский район — г. Дербент
- Докузпаринский район — с. Усухчай
- Кайтагский район — с. Маджалис
- Курахский район — с. Курах
- Магарамкентский район — с. Магарамкент
- Рутульский район — с. Рутул
- Сулейман-Стальский район — с. Касумкент
- Табасаранский район — с. Хучни
- Хивский район — с. Хив
- г. Дагестанские Огни
- г. Дербент